# Pédiculaire des bois
Pedicularis sylvatica
Espèce
Classification phylogénétique
La Pédiculaire des bois (Pedicularis sylvatica) est une espèce de plantes herbacées vivaces de la famille des Scrophulariaceae selon la classification classique de Cronquist (1981) ou des Orobanchaceae selon la classification APG III et du genre Pedicularis, dont elle est l'espèce type.

## Description
La plante est vivace ou bisannuelle à tiges couchées (8 à 15 cm). Les feuilles sont alternes, oblongues et pennatiséquées. Le calice est glabre, renflé. La corolle est rose, longue de 2 à 2,5 cm avec une lèvre supérieure à bec bidenté.

## Habitat et répartition
La Pédiculaire des bois croît dans les landes humides et acides d'Europe occidentale et centrale jusqu'à une altitude de 1 700 m. En France, cette espèce n'existe pas en région méditerranéenne et s'avère également rare dans l'est (sauf localement dans les Vosges et le Jura) . Elle est par contre fréquente dans le Massif central, les Pyrénées et dans le nord-ouest (Normandie, Bretagne). Dans le reste de l'Europe, elle est très présente en Ecosse et au pays de Galles ainsi qu'aux Pays-Bas, au Danemark et dans le sud de la Suède.
Elle est rare dans l'est de la Belgique et strictement protégée en Région wallonne.